# Limoeiro de Anadia (kommun)
Limoeiro de Anadia är en kommun i Brasilien.   Den ligger i delstaten Alagoas, i den östra delen av landet, 1 400 km nordost om huvudstaden Brasília. Antalet invånare är 26 992. Arean är 316 kvadratkilometer.
Terrängen i Limoeiro de Anadia är lite kuperad.
Följande samhällen finns i Limoeiro de Anadia:
- Cajueiro
- Limoeiro de Anadia

Omgivningarna runt Limoeiro de Anadia är huvudsakligen savann. Runt Limoeiro de Anadia är det ganska tätbefolkat, med 86 invånare per kvadratkilometer.